# Argentina silus
El sula (Argentina silus), también conocido como pez-plata o tomasa, es una especie de pez marino actinopterigio Esta especie es pescada y tiene alto valor comercial en el mercado para uso alimenticio, así como para la fabricación de harina de pescado.

## Morfología

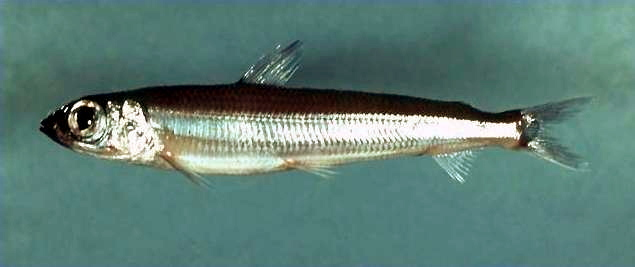
Argentina silus

La longitud máxima descrita es de 70 cm y su edad máxima 35 años. Tiene de 11 a 13 radios blandos en la aleta dorsal y de 11 a 17 en la aleta anal, escamas con pequeñas espinas en las partes expuestas, la aleta dorsal comienza por encima o casi por encima de la punta de la aleta pectoral. La vejiga natatoria es alargada y de color plateado, con un cuerpo entre delgado y robusto.

## Distribución y hábitat
Es un pez marino batipelágico de comportamiento demersal en aguas profundas, oceanódromo, que vive en un rango de profundidad entre 140 y 1440 m aunque normalmente entre los 150 y 550 m.
Se distribuye por la costa noreste del océano Atlántico, desde Svalbard hasta Escocia e Irlanda, por el mar del Norte hasta el estrecho de Dinamarca; también en el noroeste del Atlántico en Canadá así como en el mar de Barents en el océano Ártico.
Probablemente forme cardúmenes cerca del fondo marino, donde se alimenta de invertebrados plantónicos como los eufáusidos y los anfípodos, así como calamares y pequeños peces. Su crecimiento es muy lento, siendo tanto los huevos como los alevines pelágicos a una profundidad entre 400 y 500 metros.
Es depredado por otros peces como congrio, Molva dipterygia, merluza o el pez espada, así como por la foca de groenlandia.